# Miączyński Hrabia

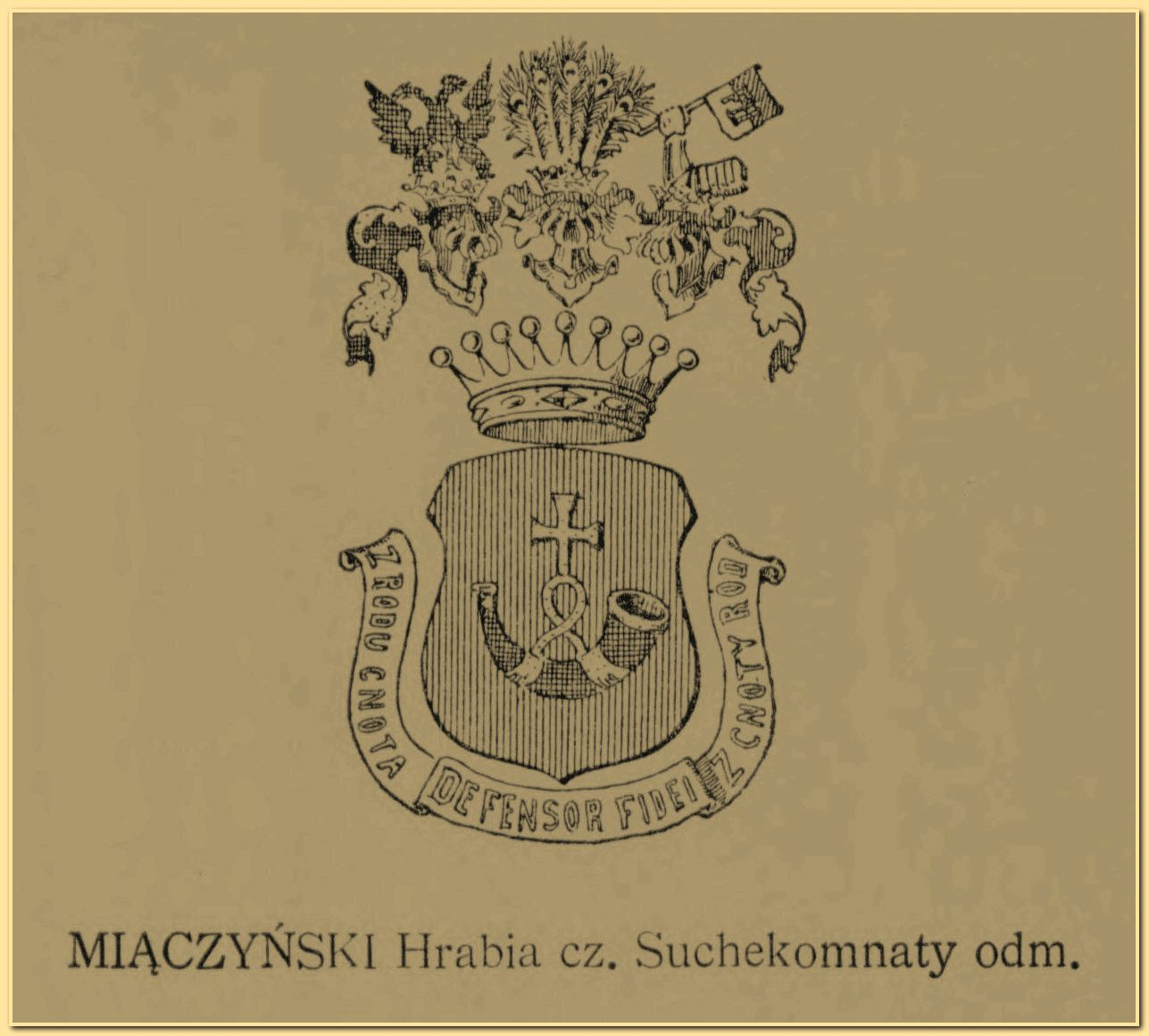
Wizerunek herbu z Księgi herbowej rodów polskich J.Ostrowskiego

Miączyński Hrabia – polski herb hrabiowski, odmiana herbu Suchekomnaty, nadany w Galicji.

## Opis herbu
Opis z wykorzystaniem klasycznych zasad blazonowania:
W polu czerwonym trąba myśliwska srebrna z okuciami złotymi, wylotem ku górze i paskiem skręconym złotym, na którym krzyż kawalerski srebrny. Nad tarczą korona hrabiowska, nad którą trzy hełmy w koronach z klejnotami: I trzy pióra pawie, II orzeł dwugłowy czarny, o uzbrojeniu złotym, III połuramię zbrojne srebrne, ze sztandarem czerwono-srebrnym i cyfrą FII złotą. Labry: I czerwone, podbite srebrem, II czarne, podbite złotem, III czerwone, podbite srebrem. Pod tarczą, na wstędze dewiza GENTEM EX VIRTUTE, VIRTUTEM EX GENTE (łac. Z RODU CNOTA, Z CNOTY RÓD).

## Najwcześniejsze wzmianki
Nadany Ignacemu von Miączyńskiemu 13 czerwca 1803 z tytułem hrabiowskim Rzeszy. Podstawą nadania tytułu było pochodzenie od przodka nazwanego przez cesarza Leopolda I hrabią (pradziadek Atanazy Walenty Miączyński) oraz oddanie domowi cesarskiemu. Spokrewniony z Ignacym Kajetan Miączyński starał się o uznanie tego tytułu w Królestwie Polskim, na co nie uzyskał zgody senatu w 1820 roku. Mimo to herb hrabiowski Miączyńskich zarejestrowano w 1878 w Obszczim gierbovniku, ale tylko z jednym klejnotem: trzema piórami strusimi, między czerwonymi złote, labry czerwone, podbite złotem. Na podstawie pochodzenia od Atanazego, tytuł hrabiowski uzyskał także w Poznańskiem Władysław z Pawłowa 14 kwietnia 1884.

## Herbowni
Jedna rodzina herbownych (herb własny):
reichsgraf von Miączyński.